# Михеев, Михаил Александрович (учёный)
Михаил Александрович Михе́ев (1902—1970) — советский учёный в области теплотехники, академик АН СССР (1953; член-корреспондент 1946). Лауреат двух Сталинских премий.

## Биография

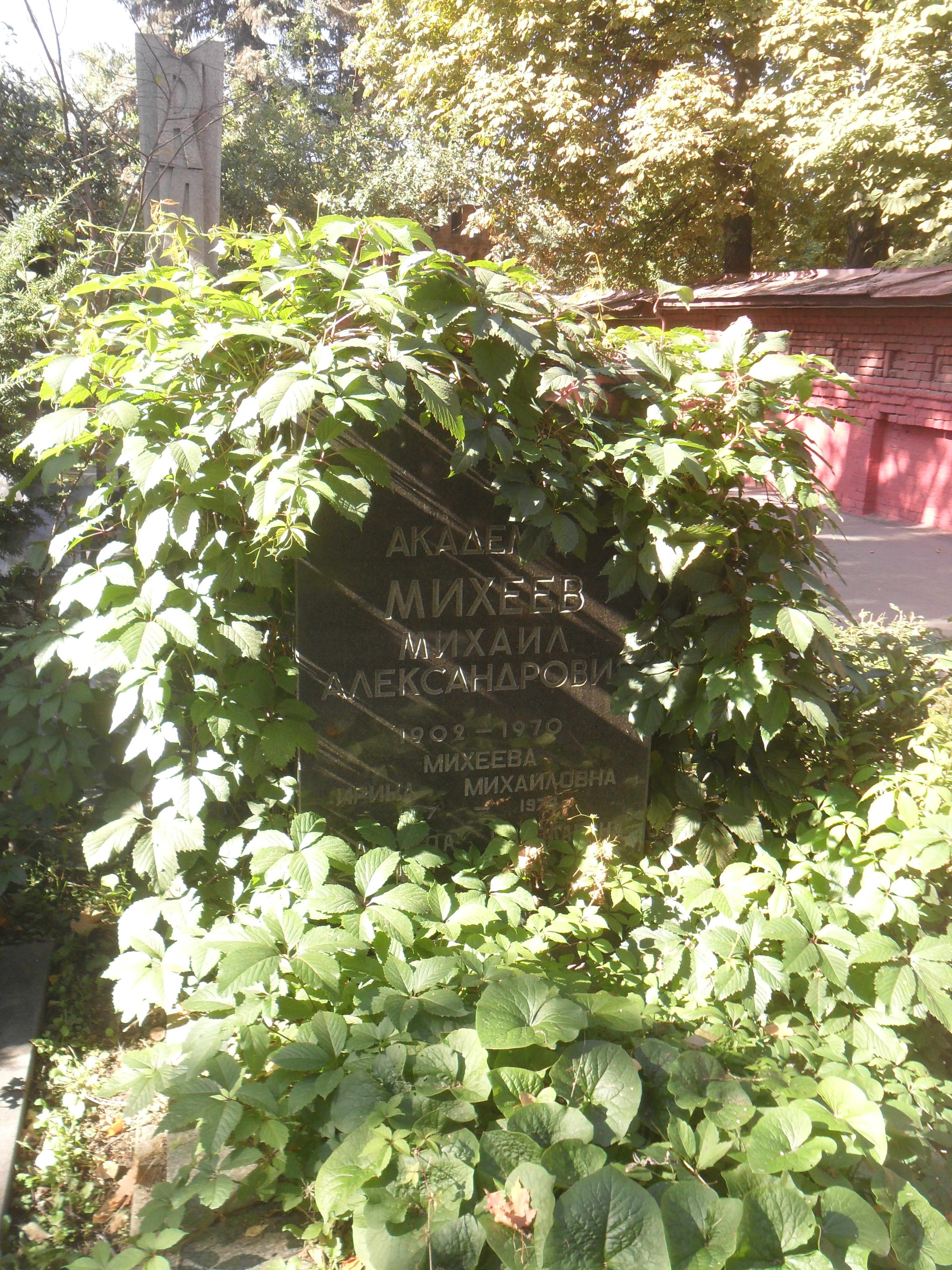
Могила М. А. Михеева на Новодевичьем кладбище Москвы

Родился 25 мая (7 июня) 1902 года в селе Хоботово (ныне — Мичуринского района Тамбовской области).
Учился в Тамбове в мужской гимназии, в единой трудовой школе, в землеустроительном техникуме.
В 1927 году окончил Ленинградский политехнический институт. В 1925—1934 годах работал в Физико-техническом институте и Теплотехническом НИИ Ленинграда.
Арестован 13 октября 1930 года по «делу Промпартии». Обвинялся по ст. 58-7, 58−11 УК РСФСР. Освобождён 23 августа 1931 г. «за недостаточностью улик».
С 1933 работал в Энергетическом институте им. Г. М. Кржижановского АН СССР; в 1935—1954 одновременно преподавал в Московском энергетическом институте. Профессор (1938), доктор технических наук (1939).
Автор трудов по проблемам теплопередачи и теплового моделирования. Выполнил ряд исследований, выясняющих физические особенности процессов теплопередачи при свободной и вынужденной конвекции различных теплоносителей.
Совместно с М. В. Кирпичёвым написал монографию «Моделирование тепловых устройств» (1936; Сталинская премия, 1941) и учебник «Основы теплопередачи» (1947; Сталинская премия, 1951).
Умер 6 июля 1970 года в Москве. Похоронен на Новодевичьем кладбище (7 участок, 15 ряд).

## Награды
- Награждён орденом Ленина, орденами Трудового Красного Знамени и «Знак Почёта», ещё одним орденом, а также медалями.